# Yuki Yokosawa
Yuki Yokosawa, född den 29 oktober 1980 i Ogo, Japan, är en japansk judoutövare.
Hon tog OS-silver i damernas halv lättvikt i samband med de olympiska judotävlingarna 2004 i Aten.